# Гиллерсдорф
Гиллерсдорф (нем. Gillersdorf) — община в Германии, в земле Тюрингия. 
Входит в состав района Ильм. Подчиняется управлению Гросбрайтенбах.  Население составляет 282 человека (на 31 декабря 2010 года). Занимает площадь 3,84 км².

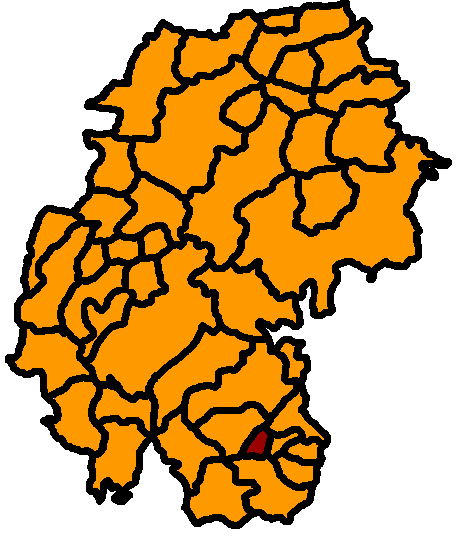
Гиллерсдорф